# Agustí Zacarés i Romaguera
Agustí Zacarés Romaguera es un arqueólogo, escritor y político valenciano, líder del partido Poble Democràtic. Es nieto del exalcalde de Albal Agustín Zacarés Vila. Se licenció en Historia en la Universitat de València (UV).
Durante su etapa universitaria, Zacarés formó parte del consejo de gobierno de la UV, desde el sindicato Valencia universitaria, donde se encargó de promover la movilidad de estudiantes como voluntarios en ONG europeas. Como trabajo final de Máster de profesor de secundaria, elaboró un estudio sobre el totalitarismo titulado «Un pueblo un imperio, un líder. ¿Cómo un pueblo puede someterse a una voluntad totalitaria?».
Zacarés se ha dedicado a la arqueología en varias empresas e instituciones, llegando a ser director de una excavación urbana. En 2013 publicó un trabajo sobre la ribera del río Júcar en época islámica. En 2017, Zacarés ejercía de educador de museo.
Ha estado vinculado a varias asociaciones y entidades culturales valencianistas defensoras de la independencia idiomática del valenciano respecto al catalán, como miembro o bien como colaborador por medio de conferencias y cursos, por los cuales ha recibido algunos reconocimientos. En 2010 recibió del Grupo Cultural Ilicitano Tonico Sansano el premio Palma Dorada al valencianismo juvenil. En el Instituto de Estudios Valencianos impartió el programa «El valencianisme de principis de s.XX» dentro del curso «Viage per l’historia de Valencia».
Zacarés fue el presidente de la entidad cívica y social Convenció Valencianista 2012, que fue precursora del partido político Poble Democràtic, asumió la responsabilidad del partido y se presentó como cabeza de lista en las elecciones a las Cortes Valencianas de 2015 por la circunscripción electoral de Valencia. No obtuvo representación parlamentaria.
En 2017 obtuvo el XVI Premio Federic Feases de novela por su obra H4QRS-Hackers, escrita en valenciano según la normativa lingüística de la Real Academia de Cultura Valenciana, las conocidas como Normas del Puig.

## Obra literaria
- 2014 - Clams de futur (coautor), Editorial L'Oronella - Foment de les Lletres Valencianes. ISBN 978-84-943192-1-1
- 2018 - H4QRS (Hackers), Editorial L'Oronella - Foment de les Lletres Valencianes. ISBN 978-84-948478-0-6